# Hypobleta
Hypobleta is een geslacht van vlinders van de familie spinneruilen (Erebidae).

## Soorten
- H. cymaea Turner, 1908
- H. fatua Viette, 1962
- H. festiva Viette, 1962
- H. viettei Berio, 1954